# Arrondissement Luik
Het arrondissement Luik is een van de vier arrondissementen van de Belgische provincie Luik. Het arrondissement heeft een oppervlakte van 796,87 km² en telde 631/023 inwoners op 1 januari 2025.
Het arrondissement is zowel een bestuurlijk als een gerechtelijk arrondissement. Gerechtelijk behoren de gemeenten Berloz, Crisnée, Donceel, Faimes, Fexhe-le-Haut-Clocher, Geer, Oerle (Oreye), Remicourt en Borgworm (Waremme) uit het arrondissement Borgworm eveneens tot het arrondissement Luik. De gemeente Comblain-au-Pont behoort enkel bestuurlijk tot het arrondissement Luik maar gerechtelijk behoort het tot het arrondissement Hoei.

## Geschiedenis
Het arrondissement Luik ontstond in 1800 als eerste arrondissement in het departement Ourthe. Het bestond oorspronkelijk uit de kantons Borgworm, Dalhem, Fléron, Glaaien, Herve, Hollogne-aux-Pierres, Luik, Louveigné en Seraing.
In 1821 werd het kanton Borgworm afgestaan aan het nieuw gevormde arrondissement Borgworm en het kanton Herve aan het arrondissement Verviers. Verder werd de gemeente Comblain-au-Pont aangehecht van het arrondissement Hoei.
Bij de definitieve vaststelling van de taalgrens in 1963 werden de toenmalige gemeenten Moelingen, 's-Gravenvoeren afgestaan aan het arrondissement Tongeren. Verder werden Bitsingen, Eben-Emael, Ternaaien, Rukkelingen-aan-de-Jeker, Wonk en een gebiedsdeel van Sluizen aangehecht van datzelfde arrondissement.
In 1965 werden de toenmalige gemeenten Roloux en Voroux-Goreux afgestaan aan het arrondissement Borgworm.
In 1977 werd de toenmalige gemeenten Neufchâteau aangehecht van het arrondissement Verviers en werden Ernonheid, Harzé, Neuville-en-Condroz, Éhein en Poulseur aangehecht van het arrondissement Hoei. Tegelijkertijd werden Anthisnes en Engis afgestaan aan datzelfde arrondissement en werden er onderling nog gebiedsdelen uitgewisseld.

## Gemeenten en deelgemeenten
Gemeenten:
| - Ans - Awans - Aywaille - Beyne-Heusay - Bitsingen (Bassenge) - Blegny - Chaudfontaine - Comblain-au-Pont |

| - Dalhem - Esneux - Flémalle - Fléron - Grâce-Hollogne - Herstal (stad) - Juprelle - Luik (Liège) (stad) |

| - Neupré - Oupeye - Saint-Nicolas - Seraing (stad) - Soumagne - Sprimont - Trooz - Wezet (Visé) (stad) |

Deelgemeenten:
| - Alleur - Angleur - Ans - Argenteau - Awans - Awirs - Ayeneux - Aywaille - Barchon - Beaufays - Bellaire - Berneau - Beyne-Heusay - Bierset - Boirs - Bolbeek (Bombaye) - Boncelles - Bitsingen (Bassenge) - Bressoux - Cerexhe-Heuseux - Chaudfontaine - Chênée - Cheratte - Chokier - Comblain-au-Pont - Dalhem - Dolembreux - Eben-Emael - Éhein - Elch - Embourg - Ernonheid - Esneux - Évegnée-Tignée - Feneur - Fexhe-Slins - Flémalle-Grande - Flémalle-Haute - Fléron - Fooz |

| - Forêt - Fraipont - Glaaien (Glons) - Glain - Gleixhe - Gomzé-Andoumont - Grâce-Berleur - Grivegnée - Haccourt - Harzé - Hermalle-sous-Argenteau - Hermée - Herstal - Heure-le-Romain - Hognoul - Hollogne-aux-Pierres - Horion-Hozémont - Housse - Houtain-Saint-Siméon - Ivoz-Ramet - Jemeppe-sur-Meuse - Jupille-sur-Meuse - Juprelle - Lantin - Liers - Lieze - Loncin - Louveigné - Luik (Liège) - Magnée - Melen - Micheroux - Milmort - Mons-lez-Liège - Montegnée - Mortier - Mortroux - Nessonvaux - Neufchâteau - Neuville-en-Condroz |

| - Nudorp - Ougrée - Oupeye - Paifve - Plainevaux - Poulseur - Retinne - Richelle - Rocourt - Romsée - Rotheux-Rimière - Rouvreux - Rukkelingen-aan-de-Jeker (Roclenge-sur-Geer) - Queue-du-Bois - Saint-André - Saint-Nicolas - Saint-Remy - Saive - Seraing - Slins - Sougné-Remouchamps - Soumagne - Sprimont - Ternaaien (Lanaye) - Tilff - Tilleur - Trembleur - Vaux-sous-Chèvremont - Velroux - Villers-l'Évêque - Villers-Saint-Siméon - Vivegnis - Voroux-lez-Liers - Vottem - Wandre - Weerst - Wezet (Visé) - Wonck - Xhendremael |

## Demografische evolutie
- Bron:NIS - Opm:1806 t/m 1980=volkstellingen; vanaf 1990= inwoneraantal per 1 januari

| Inwoners van jaar tot jaar op 1 januari 1992 tot heden | Inwoners van jaar tot jaar op 1 januari 1992 tot heden | Inwoners van jaar tot jaar op 1 januari 1992 tot heden |
| Jaar                                                   | Aantal                                                 | Evolutie: 1992=index 100                               |
| ------------------------------------------------------ | ------------------------------------------------------ | ------------------------------------------------------ |
| 1992                                                   | 591.977                                                | 100,0                                                  |
| 1993                                                   | 594.091                                                | 100,4                                                  |
| 1994                                                   | 594.697                                                | 100,5                                                  |
| 1995                                                   | 592.598                                                | 100,1                                                  |
| 1996                                                   | 589.887                                                | 99,6                                                   |
| 1997                                                   | 588.946                                                | 99,5                                                   |
| 1998                                                   | 588.312                                                | 99,4                                                   |
| 1999                                                   | 587.214                                                | 99,2                                                   |
| 2000                                                   | 585.678                                                | 98,9                                                   |
| 2001                                                   | 584.398                                                | 98,7                                                   |
| 2002                                                   | 585.726                                                | 98,9                                                   |
| 2003                                                   | 585.444                                                | 98,9                                                   |
| 2004                                                   | 587.033                                                | 99,2                                                   |
| 2005                                                   | 588.287                                                | 99,4                                                   |
| 2006                                                   | 590.972                                                | 99,8                                                   |
| 2007                                                   | 594.579                                                | 100,4                                                  |
| 2008                                                   | 597.196                                                | 100,9                                                  |
| 2009                                                   | 600.269                                                | 101,4                                                  |
| 2010                                                   | 604.062                                                | 102,0                                                  |
| 2011                                                   | 609.392                                                | 102,9                                                  |
| 2012                                                   | 612.740                                                | 103,5                                                  |
| 2013                                                   | 615.181                                                | 103,9                                                  |
| 2014                                                   | 617.551                                                | 104,3                                                  |
| 2015                                                   | 618.887                                                | 104,5                                                  |
| 2016                                                   | 620.960                                                | 104,9                                                  |
| 2017                                                   | 622.841                                                | 105,2                                                  |
| 2018                                                   | 623.953                                                | 105,4                                                  |
| 2019                                                   | 624.422                                                | 105,5                                                  |
| 2020                                                   | 625.765                                                | 105,7                                                  |
| 2021                                                   | 624.474                                                | 105,5                                                  |
| 2022                                                   | 624.524                                                | 105,5                                                  |
| 2023                                                   | 626.069                                                | 105,8                                                  |
| 2024                                                   | 628.381                                                | 106,1                                                  |
| 2025                                                   | 631.023                                                | 106,6                                                  |

Aalst · Aarlen · Aat · Antwerpen · Bastenaken · Bergen · Borgworm · Brugge · Brussel-Hoofdstad · Charleroi · Dendermonde · Diksmuide · Dinant · Doornik-Moeskroen · Eeklo · Gent · Halle-Vilvoorde · Hasselt · Hoei · Ieper · Kortrijk · La Louvière · Leuven · Luik · Maaseik · Marche-en-Famenne · Mechelen · Namen · Neufchâteau · Nijvel · Oostende · Oudenaarde · Philippeville · Roeselare · Sint-Niklaas · Thuin · Tielt · Tongeren · Turnhout · Verviers · Veurne · Virton · Zinnik
Landen:  België ·  Duitsland ·  Nederland

NUTS 2-regio's: Limburg (BE) · Limburg (NL) (deels) · Luik (deels) · Regierungsbezirk Keulen (deels)

NUTS 3-regio's: Stedenregio Aken · Arrondissement Borgworm · Duitstalige Gemeenschap · Kreis Düren · Kreis Euskirchen · Arrondissement Hasselt · Kreis Heinsberg · Arrondissement Hoei · Arrondissement Luik · Arrondissement Maaseik · Midden-Limburg · Arrondissement Tongeren · Arrondissement Verviers · Zuid-Limburg